# Сережское восстание
Сере́жское восстание (или Сере́жский мятеж), — восстание, происшедшее со 2 по 5 ноября 1920 года в Назаровской волости Ачинского уезда Енисейской губернии в селе Большой Сереж. Было подавлено регулярными частями войск ВНУС.

## Население
Село Большой Сереж расположено при слиянии рек Чулым и Сереж. В плодородных поймах этих рек население занималось земледелием и животноводством. По реке Чулым перевозились руды, железо, чугун для Ирбинского железоделательного завода. Часть населения занималась извозом (гоньбой), торговлей. Большинство жителей были зажиточными хозяевами. В 1911 году насчитывалось 1 634 жителя, в 1920 году — 2 161 (Сереж — второе после Назарово село по количеству жителей в Назаровской волости). В настоящее время в селе Большой Сереж проживает 489 человек. Бо́льшая часть на левом берегу называлась местными жителями Большой Сереж либо просто Сереж, а другая часть села на правом берегу реки Сереж называлась Малый Сереж.

## Причины
Одной из главных причин начала восстания является отказ крестьян села Сереж на общем собрании сдать по продразвёрстке 11 тысяч пудов хлеба. 26 сентября 1920 года на собрании представителей Назаровской волости было решено развёрстку сена принять как таковую, разнести по числу душ без различия возраста. Назначенное количество сена должно быть доставлено жителями селений обязательно в течение месяца. Сено должно быть сдано на сенной склад станции Ададым. Развёрстку картофеля принять, поручив сельским исполкомам исполнять по числу десятин, считая по 150 пудов с каждой, немедленно разверстать между жителями селений, приступить к доставке такой на приёмный пункт станции Ададым.

## Подготовка
Организаторами восстания были старый кооператор и земец, эсер Андрей Трифонович Милицин и бывший унтер-офицер, крестьянин села Александр Дубский. Они, а также Александр Селезнёв вели конспиративную работу по подготовке настроений для восстания, убеждая односельчан в повсеместном массовом недовольстве большевизмом, непрочности советской власти и фактическом падении её во многих местах России. Соблюдая правила подпольной работы, лидеры повстанцев добывают и запасают оружие. Александр Дубский вступил в Сережскую ячейку РКП. Его соратник Филипп Кутин, служивший в Красной Армии, доставил в село 2 воза винтовок и патронов. Всё оружие (винтовки и патроны) поддержавшее восстание население села прятало в сеновале, конюшне, подполье. 31 октября 1920 года руководители повстанцев провели последнее секретное совещание, на котором приняли решение о выступлении 2 ноября. Было решено мобилизовать граждан села Сереж от 18 до 40 лет, а также деревни Ярлыково и других деревень, примыкающих к ним.
Избрали штаб восстания, который состоял из командующего начальника гарнизона Андрея Милицина, начальника штаба В. Коробейникова, его секретаря Семёна Манеркина, начальника кавалерии Дубского, командующего ротой Селезнёва. К восставшим присоединилась также группа унтер-офицеров 1901 года рождения, ушедшая с призывного пункта в Ачинске. Повстанцы расположились вблизи Сережа, в Ельнике, куда им подвезли оружие. Жители близлежащих деревень Добрая, Плотбище, Ярлыково поддержали восставших, что говорит о народном характере восстания. Зная о мстительной карательной политике большевиков, некоторые семьи восставших ушли в тайгу.

## Выступление
2 ноября в с. Сереж съехались комячейки ближайших сёл и деревень с мешками и весами для выполнения развёрстки, они арестовали несколько крестьян, назвав их кулаками и «горлопанами», и потребовали выполнения развёрстки жителя села. Местный политработник и продовольственный агент Горский, взяв с собой Дубского (так как тот был членом ячейки РКП), поехал на розыски, но был убит. Убийство накалило обстановку в Сереже, Дубского арестовали милиционеры села. Убийство, в котором подозревался Александр Дубский, что потом подтвердилось, наэлектризовало Сереж.
Ночью 2 ноября повстанцы решили выступить. Штаб восставших частью выехал в Ельник, а частью остался в селе для руководства боевой работой в селе. Ночью из ельника выступил отряд унтеров, но он преждевременно открыл огонь, чем вспугнул большевиков, дав им возможность собраться и приготовиться к отступлению. После небольшой перестрелки в 6 часов 45 минут 2 ноября Сереж был занят повстанцами, а уцелевшие коммунисты сбежали в с. Назаровское.
В первую очередь повстанцы взялись искать коммунистов (при участии крестьян). Вскоре ими были задержаны местные коммунисты Воровченко, Дружинец и др., которых вызвали на линчевание. Повстанцы свирепо расправились с теми, кого натерпевшееся от советской власти крестьянство считало своими обидчиками. Согласно советской историографии коммунистов принародно изуродовали до неузнаваемости, прикладами размозжили головы, ломали руки и ноги, обрезали уши, носы, распластывали животы. Повстанцам было жаль пуль добить раненых, добивали их топорами. Убитых потом невозможно было узнать. Всего было 26-27 трупов, зверски изуродованных, находились на кладбище, 5 были брошены в Чулым и 2 — в Сереж. Со стороны повстанцев же убито было двое, ранено 4-6 человек.
После того, как восставшие расправились с коммунистами восставшими селянами были выдвинуты лозунги:
1. Бей жидов и коммунистов, да здравствует Советская власть!
2. Да здравствует учредительное собрание!
3. Да здравствует царь-батюшка!
Восстание в целом можно назвать организованным, так как восставшие сёл Большой и Малый Сереж имели большое количество оружия, было до 300 штук винтовок и небольшое количество револьверов, пулеметов не было. Остальное население села 300—400 человек были привлечены как рабочая сила по устройству окопов и расчистке сектора обстрела от березняка на юго-западной стороне окраины села. На время боя, в случае неуспеха, эти люди обязаны были вооружиться топорами, вилами, ломами, причем из этих же людей пополняли вооруженный отряд повстанцев.
Понимая, что на подавление восстания будут подтянуты силы, восставшие готовились к обороне. Формировалась пехота и кавалерия, разведка, которую посылали в соседние села для ведения агитационной работы против Советской власти, часть людей снарядили для рытья окопов и несения охранной службы.
Крестьяне наладили снабжение, организовывали питание, кузницу для ковки лошадей, исправления оружия и набивки патронов. Восстание было народным, ибо большая часть населения села безоговорочно поддержала восставших. Большая часть оружия имелась в самом Сереже, где крестьяне его приберегли на всякий случай. Около 200 винтовок осталось в Сереже ещё после разоружения щетинкинских партизан. Кроме того, оружие было привезено из села Подсосенского: несколько винтовок и 2 ящика бомб, из деревни Карачагово Балахтонской волости — 3 винтовки и 4 ящика патронов.
Всех вооруженных было до 300 человек. Кроме того, можно было вооружить ещё 300 человек восставших, однако винтовок больше не было. Кузнец села Большой Сереж изготовлял для повстанцев патроны и производил ковку лошадей кавалерийского отряда повстанцев. На руках повстанцев были сделаны белые повязки с изображением красного креста.

## Обстановка перед боями
Села Большой и Малый Сереж стояли на нагорном берегу реки Чулым при впадении в неё реки Сереж, которая отделяет Большой Сереж от Малого. Первое село состояло из трёхсот дворов, второе — из двухсот. Сёла Большой и Малый Сереж с запада и юга были окружены молодым березняком высотой около 4 аршин и порослью, которая местами подходила к самой деревне. С востока к селу подходила возвышенность, с севера — река Чулым и открытая местность. Версты за две от деревни, за Чулымом начиналась тайга. Вся деревня была окружена окопами; с запада, где идёт просёлочная дорога от Назарова, окопы возведены были в два ряда. Окопы с колена, на 4, 8 и 12 человек; были и одиночные; между окопами были промежутки в 20-30 шагов и тянулись на протяжении 2—3 вёрст; обустроены окопы были с таким расчётом, чтобы можно было обстреливать все мёртвые пространства и важные подступы перекрёстным огнём. С юго-западной стороны березняк и поросль были срублены для увеличения площади обстрела и уничтожения подступа к окопам. Колокольня местного храма была приспособлена для наблюдения и стрельбы с неё, для чего низ амбразур (окон) заложен был чугунными плитами.

## Ход восстания
Восставшие были хорошо подготовлены. Наблюдение за боем с деревенской колокольни вёл Коробейников и передавал вниз стоящему Андрею Милицину, который далее передавал в окопы по живому «телефону» из стариков и подростков, расставленных на 15-20 сажень. Интендантской частью заведовал Семён Манеркин. Хлеб приносили мужики из дому, а щи варили в ограде штаба (школы). Были забраны все дохи и мобилизованы подкованные лошади.
Прибывшие первыми каратели-коммунисты Ачинского уезда пошлид нахрапом 3 ноября силами до 120 человек, но, практически сразу же отступили, понеся потери, так как не ожидали такого чёткого взаимодействия восставших.
Благодаря грамотному расположению окопов по периметру вокруг села, весь день 4 ноября повстанцы отбивали атаки превосходящих сил большевиков. Бои переходили и в штыковые атаки. В один из моментов штыковой атаки 4 ноября силы сторон в окопах смешались, и однообразие одежды коммунистов с повстанцами вызвало замешательство с обеих сторон, восставшие и красноармейцы кололи и стреляли, будучи неуверенными, кого они бьют — своих или противника. После 20-30 минутного штыкового боя за обладание селом, не имея поддержки, отряд большевиков отступил, потеряв убитыми 23 человека и 20 ранеными. Всего потери красных частей за эти два наступления — 53 человека убитыми и ранеными.
И только с подходом 3-й роты 114-го батальона Красной Армии прибывшего из Новониколаевска, и 3-дюймового артиллерийского орудия, которое сняли с бронепоезда «Красный сибиряк» на станции Ададым, удалось выбить восставших.
На 5 ноября 1920 года сводный отряд для подавления восстания имел:
- 114-й батальон 3-й роты — 430 штыков при 2 пулемётах, 8 авторужьях Шоша и при 20 конных;
- Школа комсостава — 208 штыков при 3 пулемётах, 2 авторужьях и при 5 конных;
- 118-й батальон — 95 штыков с 2 пулемётами и 3 авторужьями;
- 119-й батальон — 35 штыков с одним пулемётом и с 3 авторужьями;
- Ачинский отряд — 80 человек при одном пулемёте и 2 авторужьях;
- Снятое с бронепоезда, посланного на станцию Ададым для защиты полотна железной дороги и села Назаровское одно 3-дюймовое орудие при 150 снарядах.

Всего — 848 штыков, одно орудие, 10 пулеметов, 18 авторужей и 25 конных.
5 ноября в 16:30 в сильный снежный буран при 20 градусах мороза войска пошли в атаку на Сереж с нескольких сторон и в обход. Орудие дало по селу 31 выстрел — 7 гранат и 24 шрапнели. Разрушено было всего три дома, но эффект от артиллерии у населения был необычаен. Упорство противника было сломлено, но отдельные защитники окопов не хотели сдаваться и стреляли в упор, многие из крестьян бросались с топорами и вилами, и их прикалывали на месте.
Выбитые 5 ноября превосходящими регулярными частями Красной Армии остатки повстанцев рассеялись по тайге и окрестным селам (Добрая, Плотбище, Ярлыково, Ильинское), где не встретили поддержки, и некоторых беглых, опасаясь репрессий, выдали местные селяне. Некоторые беглецы добровольно вернулись из тайги и были осуждены.

## Потери
Потери РККА в бою 5 ноября — 4 убитыми и 8 ранеными. Малые потери со стороны РККА объясняются беспорядочным огнём восставших, сильным снежным бураном и растерянностью оборонявшихся, заметивших обход. Всего за четыре дня наступления на село потери красноармейцев составили 32 убитых и 52 раненых.
Восставшие в бою только 5 ноября потеряли убитыми более 100 человек, а всего за 3, 4 и 5 ноября убито 150 и взято в плен 104 человека, причём некоторые из взятых в плен были ранены. Большевики захватили один воз патронов, до 40 штук берданок, 11 русских 3-линейных и 6 японских винтовок. Захвачен был также деревянный пулемёт, сделанный повстанцами и дающий полную иллюзию пулемётной стрельбы.

## Последствия
Одержавшие верх каратели учинили жестокую расправу посредством приговора военно-революционного трибунала Восточно-Сибирского сектора войск ВНУС от 8 декабря 1920, который постановил:
Всех, стоявших во главе восстания:
1. принимавших активное участие в восстании;
2. производивших обыски, аресты, издевательства над коммунистами;
3. агитировавших против разверстки;
4. кулаков, имевших оружие;
5. дезертиров, позорно покинувших ряды Красной Армии и примкнувших к банде, признать виновными, а самых злостных врагов Республики, поднявших преступную руку на Революцию, неисправимых сознательных преступников, к означенной группе отнести (список из 75 человек). И применить к ним высшую меру наказания, то есть расстрелять, имущество конфисковать местным исполкомом. Начальник гарнизона восставших А. Т. Милицин приговорён заочно так как ударился в бега.
Граждан:
1. участвовавших в восстании с оружием, но не бедняков и середняков, не стоящих во главе банды;
2. кулаков, участвовавших в восстании без оружия (список из 45 человек) приговорить к 20 годам принудительных общественных работ под конвоем, имущество конфисковать местным исполкомом.
Граждан:
1. бедняков и середняков, принимавших участие в восстании без оружия;
2. кулаков, причастных к восстанию (список из 54 человек), приговорить к 10 годам принудительных общественных работ под конвоем, причем у граждан (список из 5 человек) местным исполкомом конфисковать имущество.
Граждан (список из 9 человек)
— указанных граждан, бедняков, (причастность к восстанию, выразившуюся в помощи бандитам при рытье окопов или ковке лошадей, или караульной службе по принуждению) приговорить на 5 лет общественных работ при местных исполкомах.
Граждан (список из 7 человек)
— причастных к восстанию в самых незначительных размерах под угрозой оружия, чистосердечно раскаявшихся, а также некоторых за их преклонным возрастом освободить, объявив публичный выговор.
На этом репрессии по отношению к восставшим жителям деревень: Большой Сереж, Добрая, Плотбище, Ярлыково — не закончились. Устроили форменный грабёж - началась повальная конфискация имущества.
По Сережской волости Ачинского уезда было изъято: Ржи, пшеницы, овса, ячменя, гороха, гречихи 16 042 пуда (из них у сережцев 14,9 тыс. пудов); муки 1,2 тыс. пудов; масла, сала 50 пудов; яиц 1 970 штук; муки 35 пудов; варенья 4 пуда; табака 9 пудов; 263 лошади, 9 жеребят, 88 коров, 26 нетелей, 63 овцы.
Из домашних вещей: шубы, дохи, пальто — 211 штук; рубашки, кальсоны, одеяла, женские шубы, пальто, платья, рубашки, кожевенный товар, упряжь, обувь — сапоги 63 пары, пимы 42, ботинки 37, галоши 2, головные уборы, музыкальные инструменты, телеги, колеса, кошевки, домашний инструмент, сукно, холст, половики, серебро, часы, соль, подушки, деньги (271 рубль), самовары и др.
Часть имущества отбирали у людей, осужденных без конфискации, расписок в получении не давали.
Сережцы жаловались на беззаконность действий местных властей, где указывались факты присвоения имущества.
В результате, к весне 1921 года многодетные семьи осуждённых и приговорённых к смертной казни людей остались без лошадей, семян, хлеба и личного имущества.

## Память

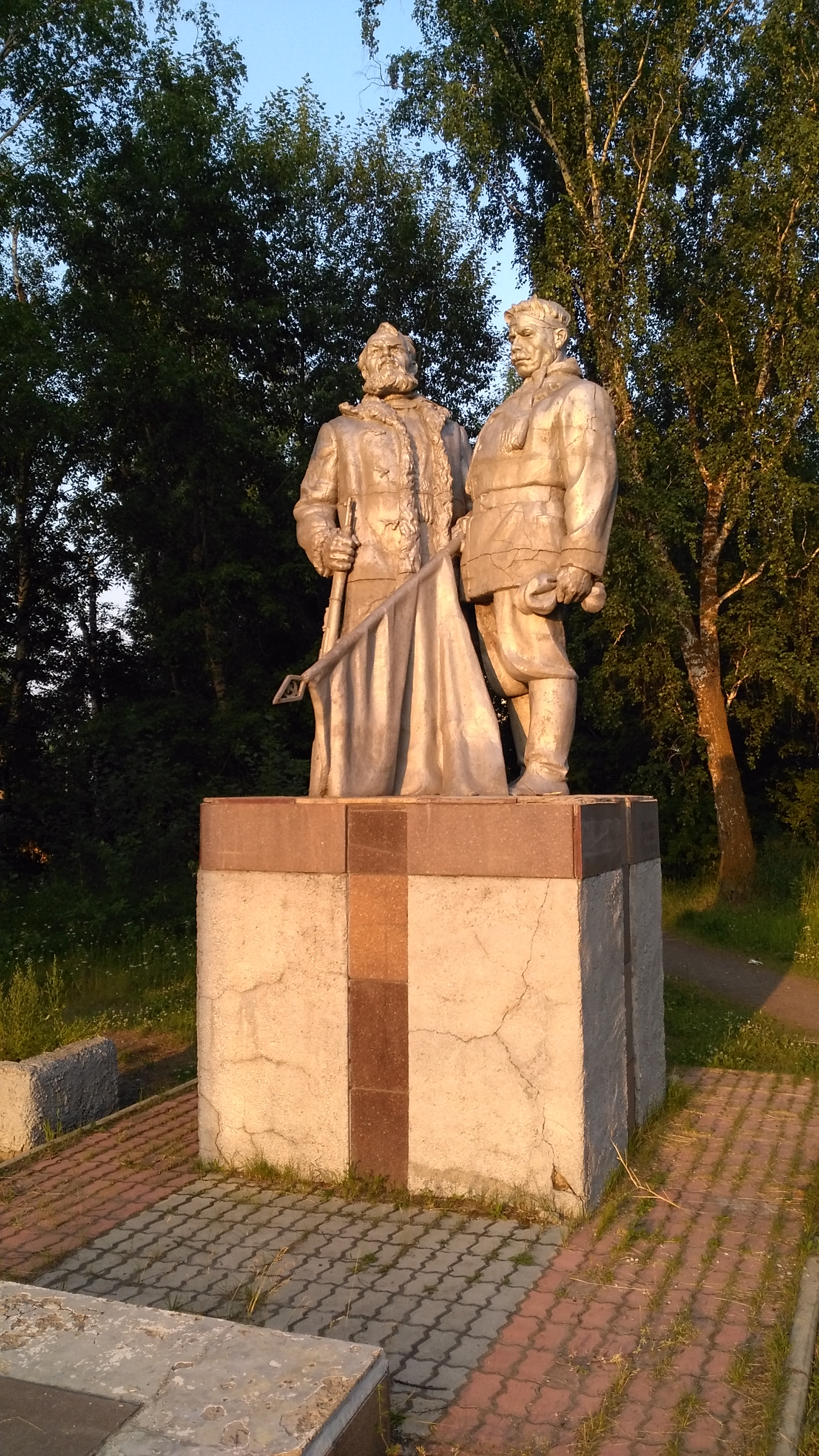
Памятник на братской могиле в городском сквере в Назарове

В ноябре 1920 года тела шести погибших советских партийных работников: В. М. Поташова, Я. М. Щетникова, А. М. Константинова и комсомольцев: А. В. Китайкиной, А. А. Богданова, П. П. Ткаченко — были перевезены в с. Назаровское и захоронены у стены Назаровской церкви (ныне на этом месте находится сквер) в братской могиле. Над могилой был установлен деревянный обелиск. В 1961 году вместо деревянного обелиска, по решению бюро РК КПСС и райисполкома, на братской могиле установлен памятник — скульптурная группа рабочего и крестьянина (автор — скульптор краевого художественного фонда В. С. Павленко). В 1968 году на постаменте установлена мемориальная доска с именами погибших. В 1970 году производилась реставрация памятника и братской могилы. Скульптурная группа установлена на новом постаменте, братская могила покрыта плитой, на которую перенесена мемориальная доска, благоустроена зона вокруг памятника.
Жертвы карательной акции в советское время были старательно преданы забвению и могилы погибших в братоубийственной бойне крестьян-восставших остались безымянными.